# Blahokamýk

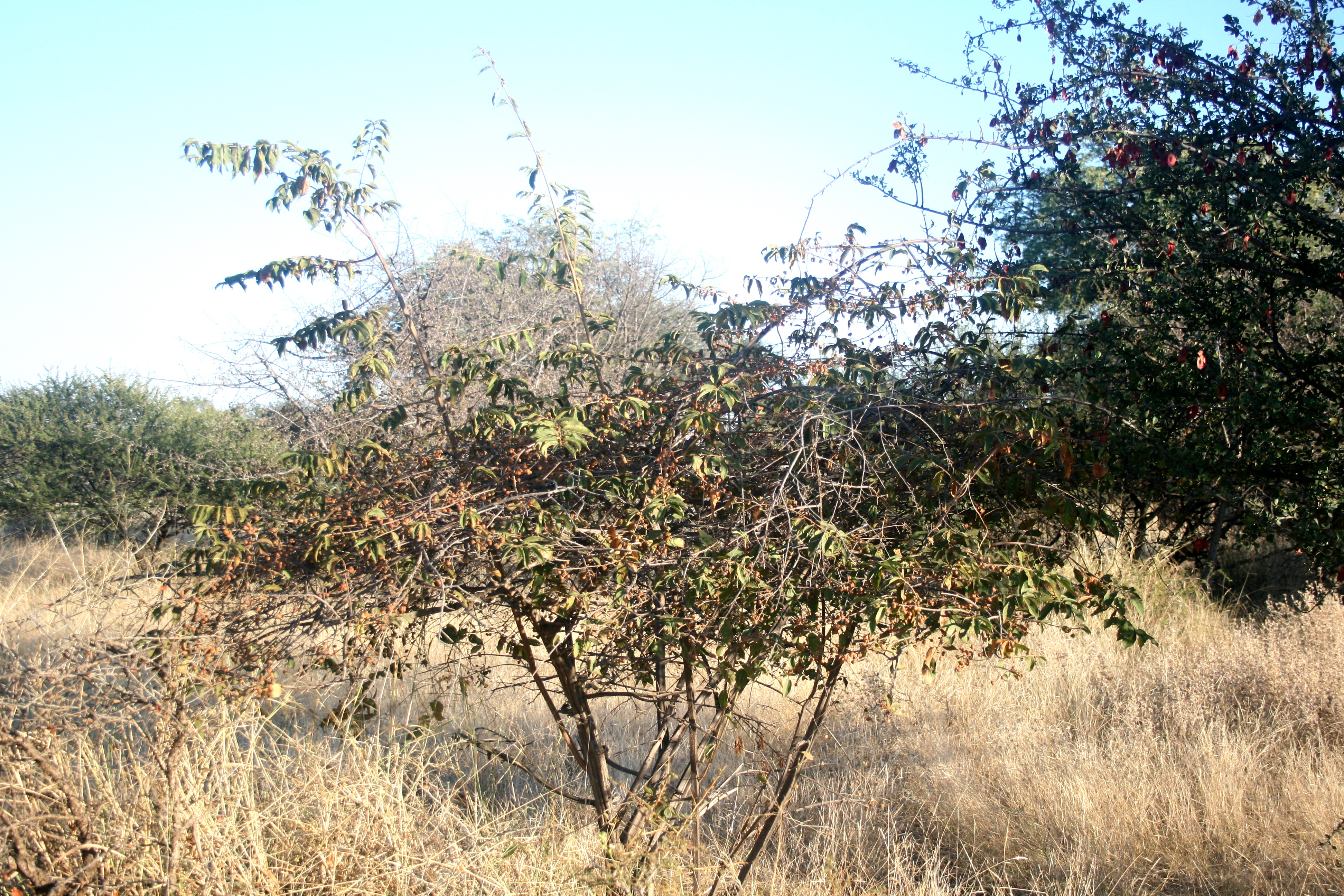
Grewia flavescens v Jižní Africe

Blahokamýk (Grewia), česky též grevie, je rod rostlin z čeledi slézovité. Jsou to dřeviny s jednoduchými střídavými listy a oboupohlavnými, pravidelnými, většinou pětičetnými květy s mnoha tyčinkami a korunou kratší než stejně zbarvený kalich. Plodem je vícesemenná peckovice. Rod zahrnuje asi 288 druhů a je rozšířen v tropech a subtropech Starého světa od Afriky po Austrálii a Tichomoří. Blahokamýk dvoulaločný zasahuje v Asii i do oblastí mírného pásu.
Blahokamýky mají poměrně široké místní využití. Poskytují jedlé plody, jsou využívány v domorodé medicíně, některé druhy jsou těženy pro dřevo a z jejich kůry se získává technické vlákno.

## Popis
Blahokamýky jsou převážně jednodomé stromy, keře a liány s jednoduchými, střídavými, zubatými nebo dlanitě laločnatými, krátce řapíkatými listy s dlanitou žilnatinou. Palisty jsou drobné a opadavé. Mladé větévky bývají hvězdovitě chlupaté.
Květy jsou jednopohlavné, oboupohlavné či polygamní, obvykle uspořádané v troj až mnohakvětých vrcholících nebo řidčeji jednotlivé. Květenství vyrůstají v paždí listů, naproti bázi listu nebo mohou být i vrcholová.
Kalich je korunovitě zbarvený, žlutý, bílý, sytě růžový nebo vzácněji hnědý, složený z 5 volných lístků. Korunní lístky jsou kratší než kališní a obdobně zbarvené. Na bázi korunních lístků bývají nektáriové žlázky. Generativní orgány spočívají na krátkém androgynoforu.
Tyčinek je mnoho, jsou nestejně dlouhé a mají volné nitky.
Semeník je svrchní, synkarpní. Obsahuje 2 až 4 komůrky, v nichž je po 2 nebo více vajíčkách, a nese jednoduchou čnělku zakončenou štítovitou, celistvou nebo laločnatou bliznou. Plodem je celistvá nebo hluboce laločnatá peckovice obsahující 2 až 4 nebo i více jedno nebo dvousemenných peciček. Semena obsahují hojný endosperm.

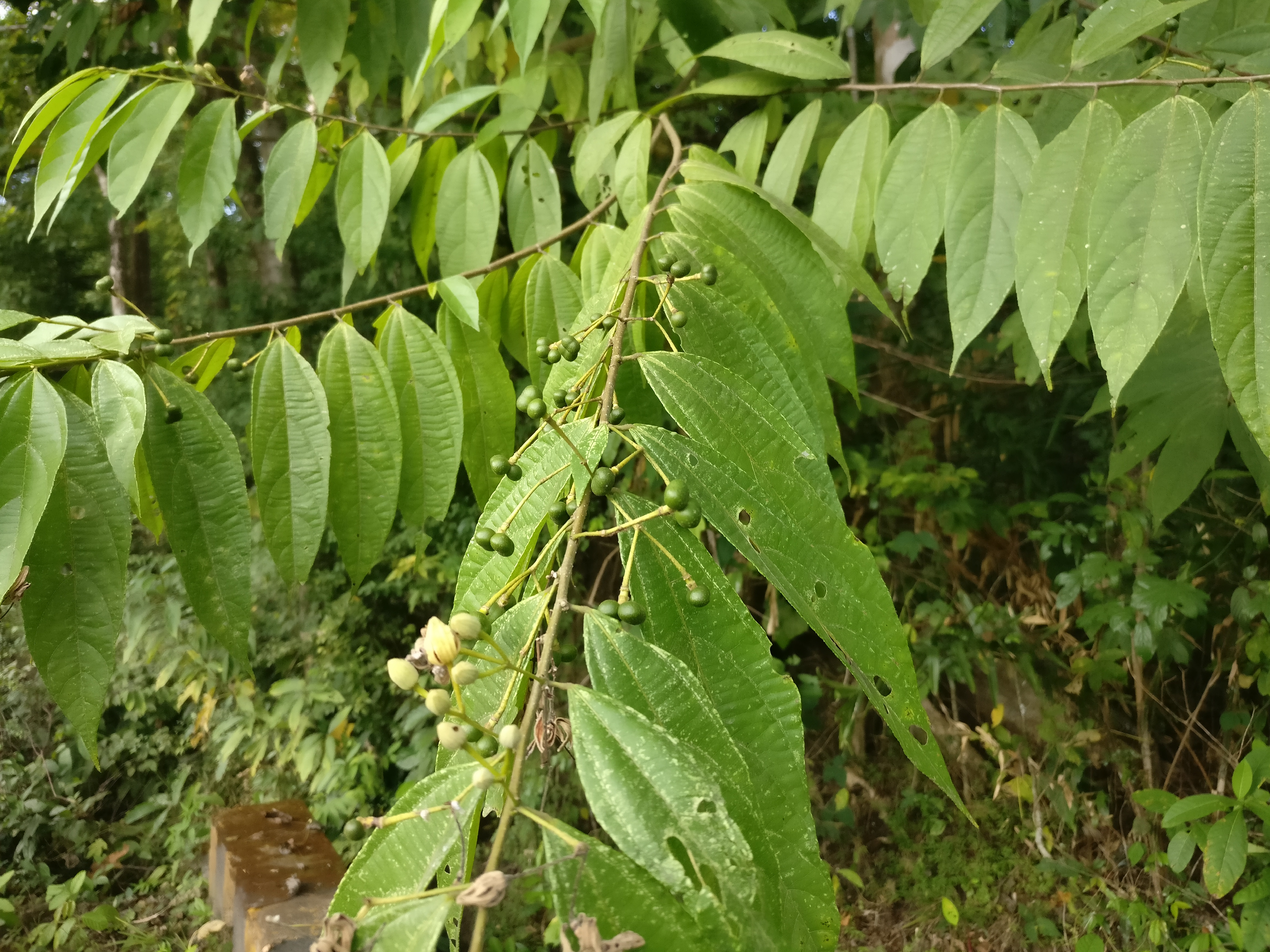
Olistění Grewia laevigata
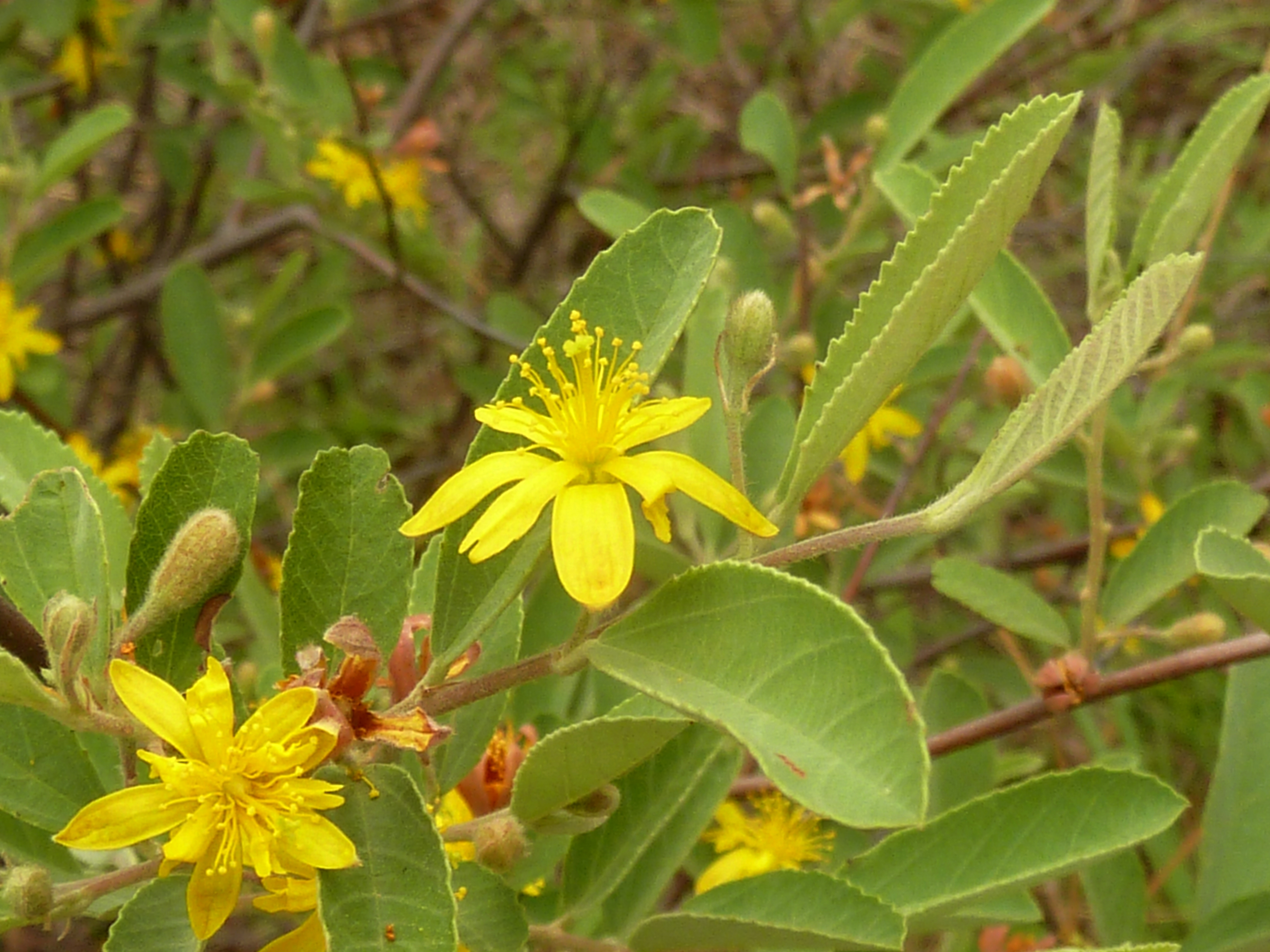
Grewia flava
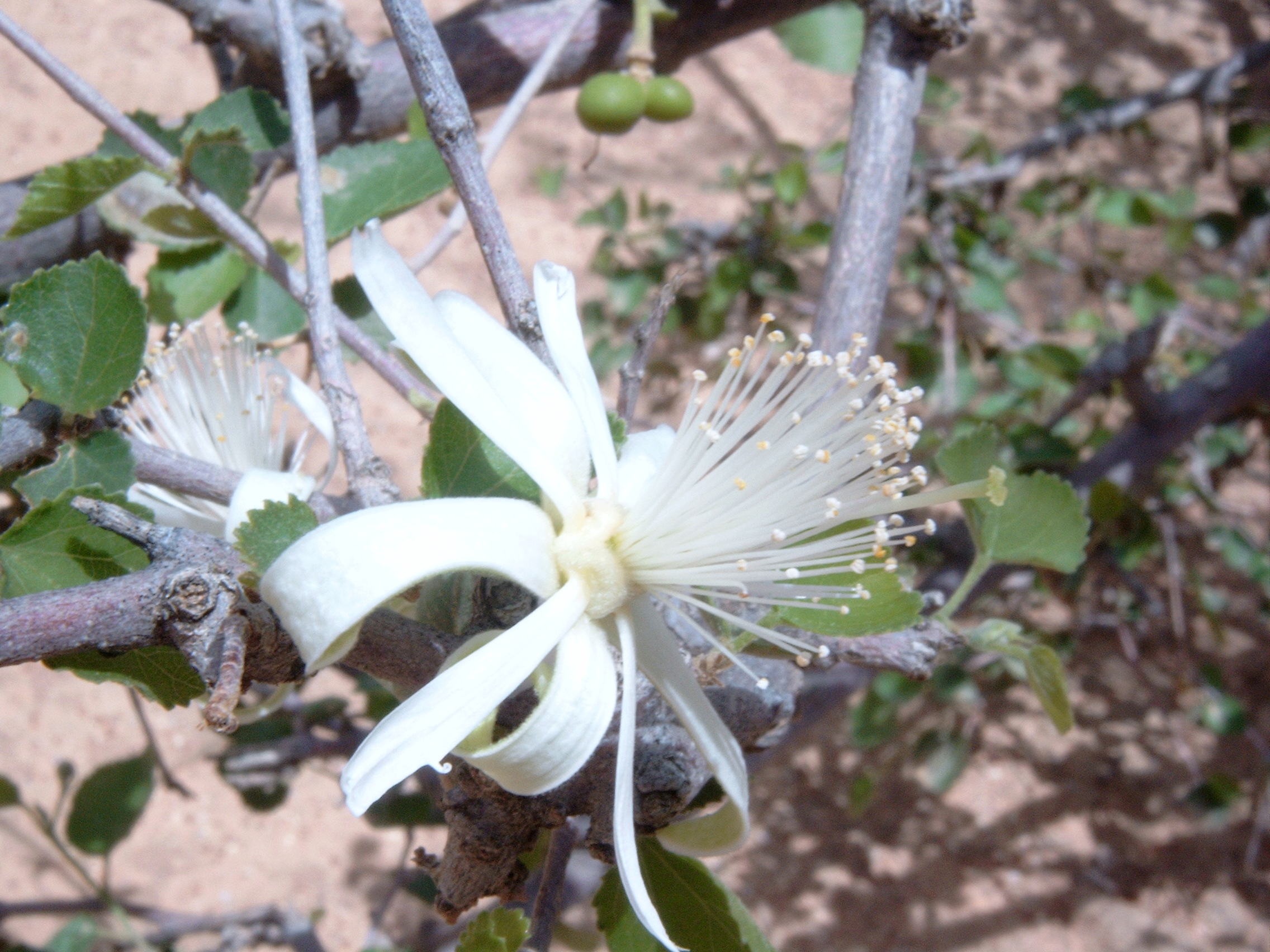
Květ Grewia tenax
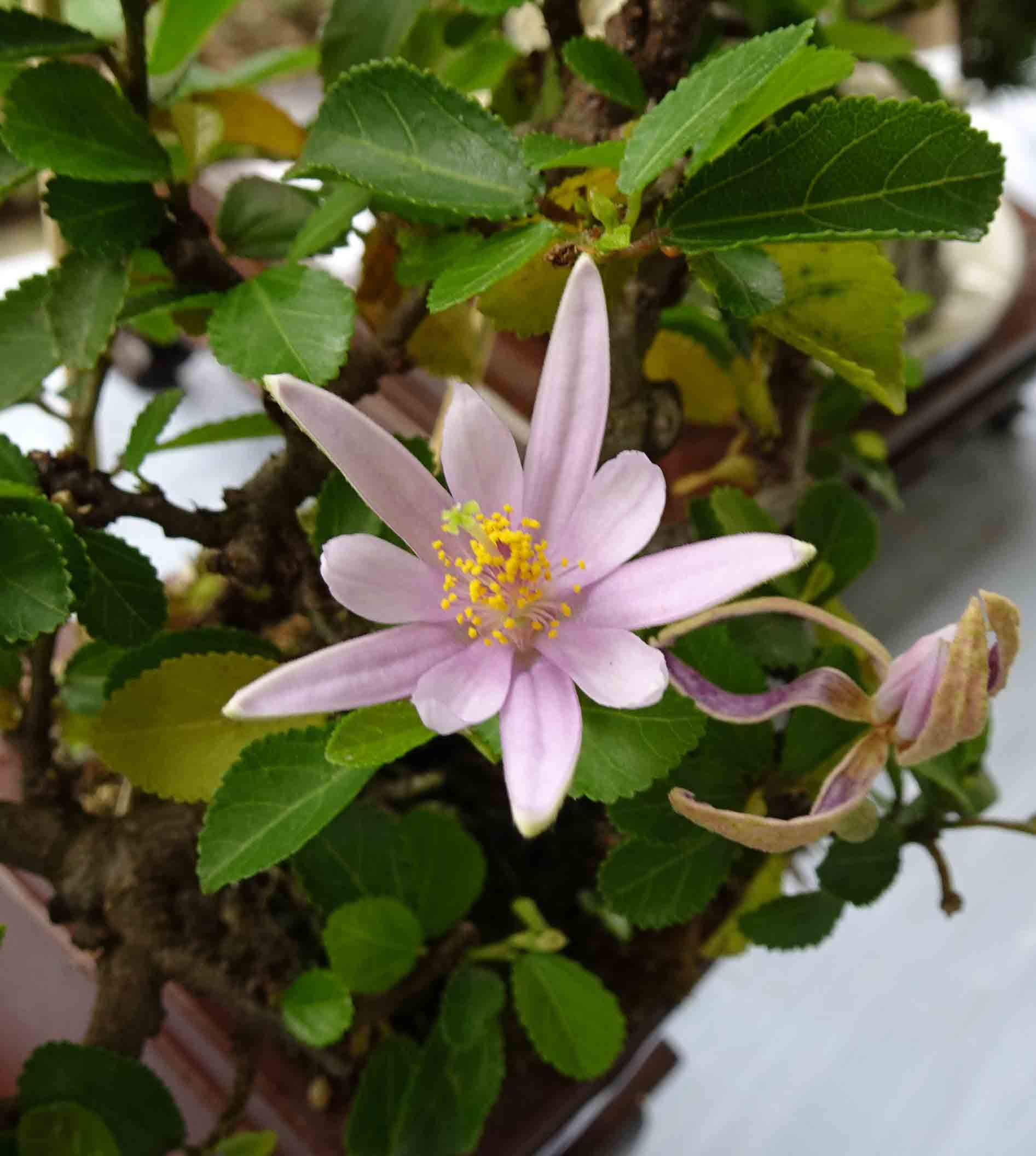
Blahokamýk západní (Grewia occidentalis)
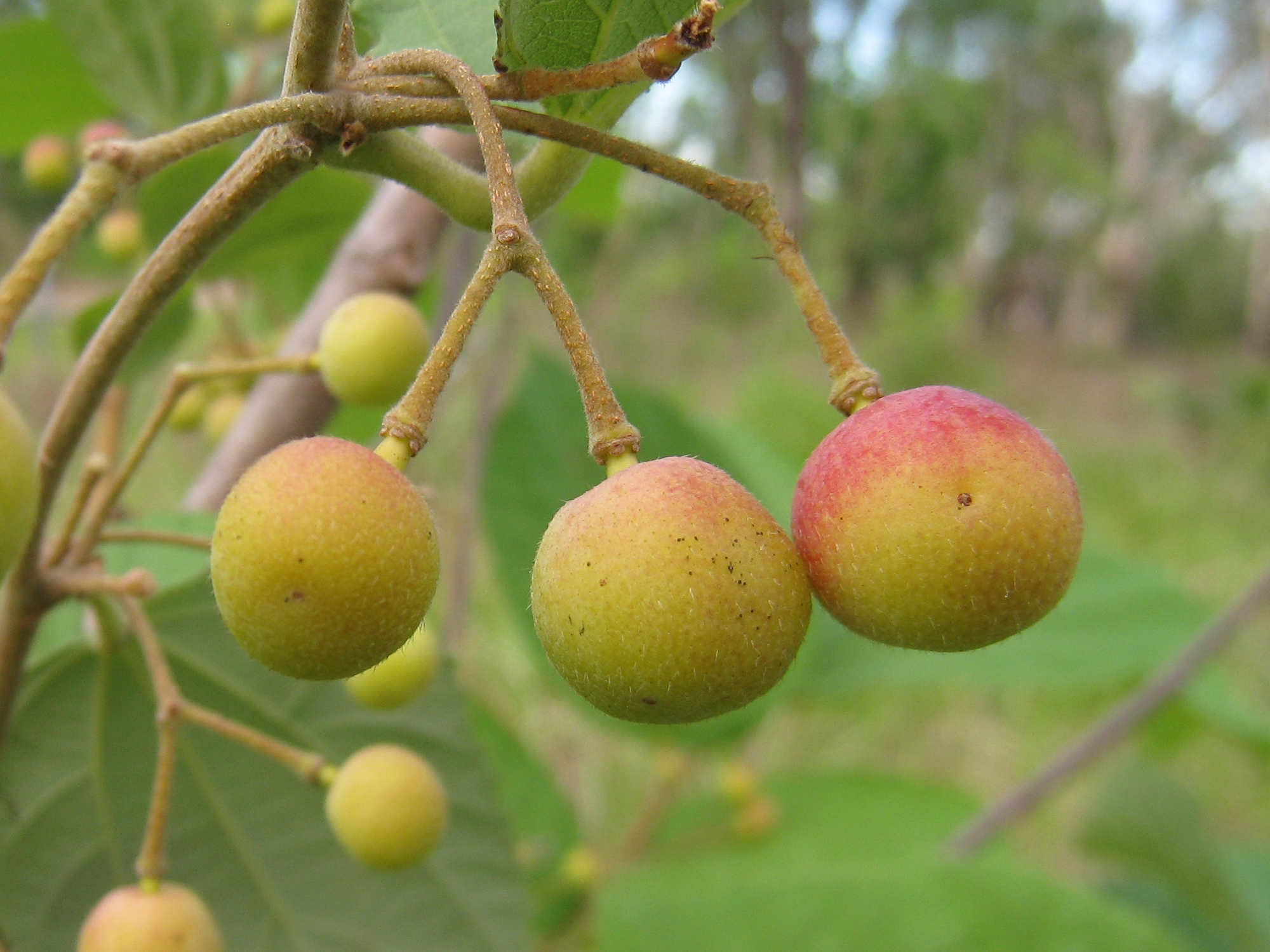
Plody Grewia multiflora

## Rozšíření
Rod blahokamýk zahrnuje asi 288 druhů, rozšířených v tropech a subtropech Starého světa od Afriky po Tichomoří.
Rod se vyskytuje v celé subsaharské Africe, na Madagaskaru a přilehlých souostrovích (Maskarény, Komory). Grewia villosa zasahuje na Kapverdy. Ve Středomoří není rod zastoupen, dva druhy (Grewia tenax, G. tembensis) ale zasahují do saharské severní Afriky. Několik druhů přesahuje z Afriky do Arábie, dva endemické druhy rostou na Sokotře. Areál rodu dále v Asii pokračuje od jižního Íránu přes Indii po Čínu a Koreu a přes Indočínu a jihovýchodní Asii po severní a severovýchodní Austrálii a západní Tichomoří. Řada druhů má poměrně rozsáhlý areál a vyskytují se jak v Africe, tak i v Asii. Z Austrálie je udáváno asi 14 druhů, z Nové Guineje 5, z Tichomoří 4.
Rod nemá vyhraněné centrum druhové diverzity, v kontinentální Africe, v Asii i na Madagaskaru se vyskytuje zhruba srovnatelný počet druhů (necelá stovka).
Blahokamýky preferují sušší biotopy. Vyskytují se zejména v podrostu subaridních tropických lesů různých typů, v suché křovinné vegetaci a polopouštích. Některé druhy rostou jako pionýrské dřeviny na narušených stanovištích a v sekundární vegetaci. V jihovýchodní Asii vystupují až do nadmořských výšek okolo 1700 metrů. Blahokamýk dvoulaločný (Grewia biloba) zasahuje v Číně a Koreji do oblastí mírného pásu.

## Ekologické interakce

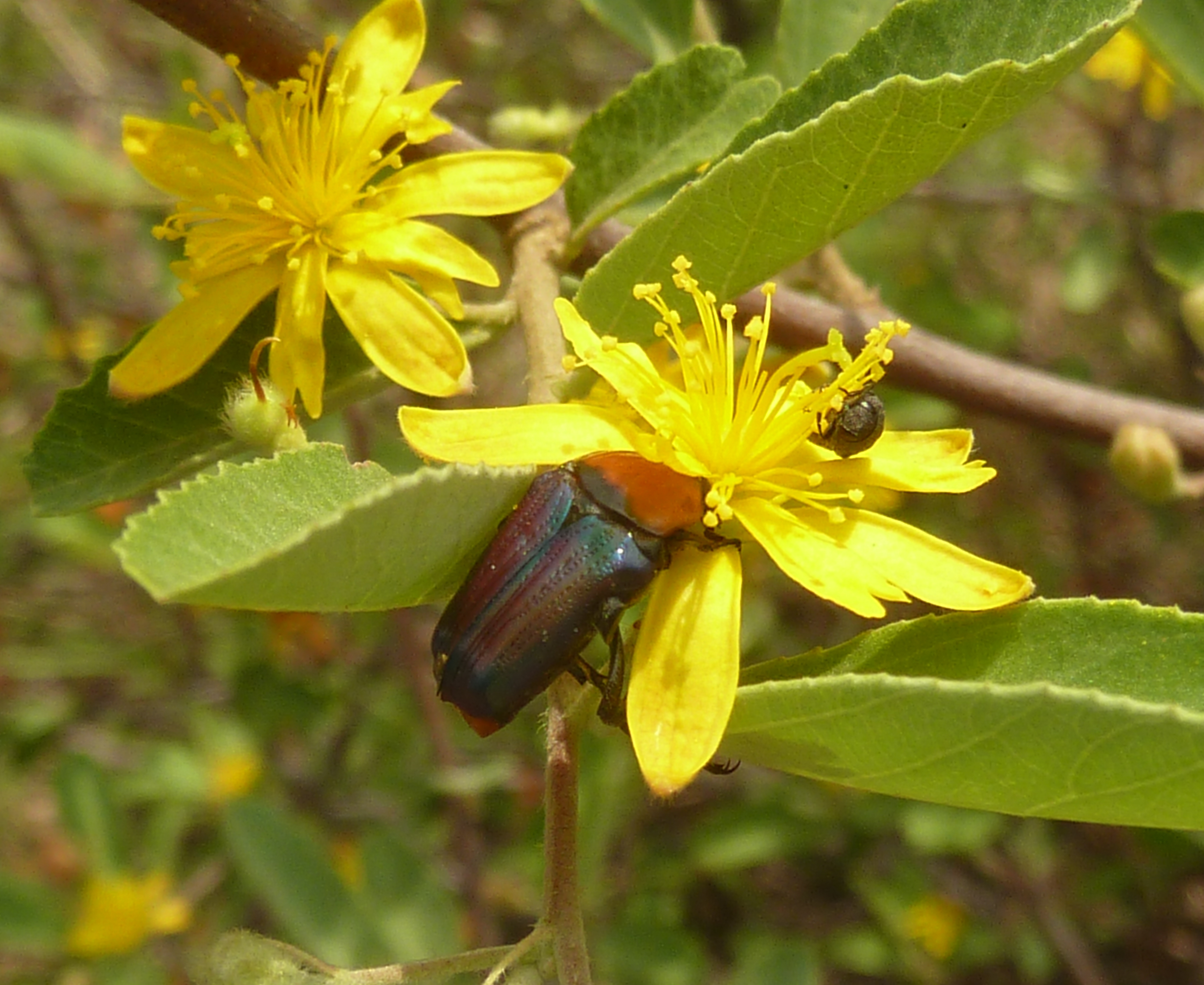
Zlatohlávek rodu Leucocelis na květech Grewia flava

Blahokamýky jsou živnými rostlinami housenek řady druhů denních i nočních motýlů. V Africe se na nich živí housenky baboček rodu Charaxes a druhy Neptis trigonophora, Neptis troundi a Eurytela dryope, a lišaj Lophostethus dumolinii. V Asii na nich žijí lišajové Acherontia lachesis, Agnosia orneus, Marumba dyras, M. indicus a babočky Neptis hylas, N. jumbah, Polyura athamas a Symphaedra nais. Z menších motýlů se na nich živí různí soumračníkovití a celá řada můr zejména z čeledí můrovití, hřbetozubcovití, zavíječovití a Nolidae.
Květy jsou hmyzosprašné.
Jihoafrické druhy Grewia bicolor, G. flava, G. flavescens a G. monticola nakvétají v listopadu a prosinci začátkem období dešťů. Opylují je včely zejména z čeledí včelovití a Megachilidae, a rovněž drobní aktivní vrubounovití brouci rodu Leucocelis a druhu Mausoleopsis amabilis. Navštěvují je také velcí krasci Agelia petelii a drvodělky (Xylocopa caffra a X. lugubris).
Květy blahokamýků vyhledává v Asii a Africe i včela medonosná.

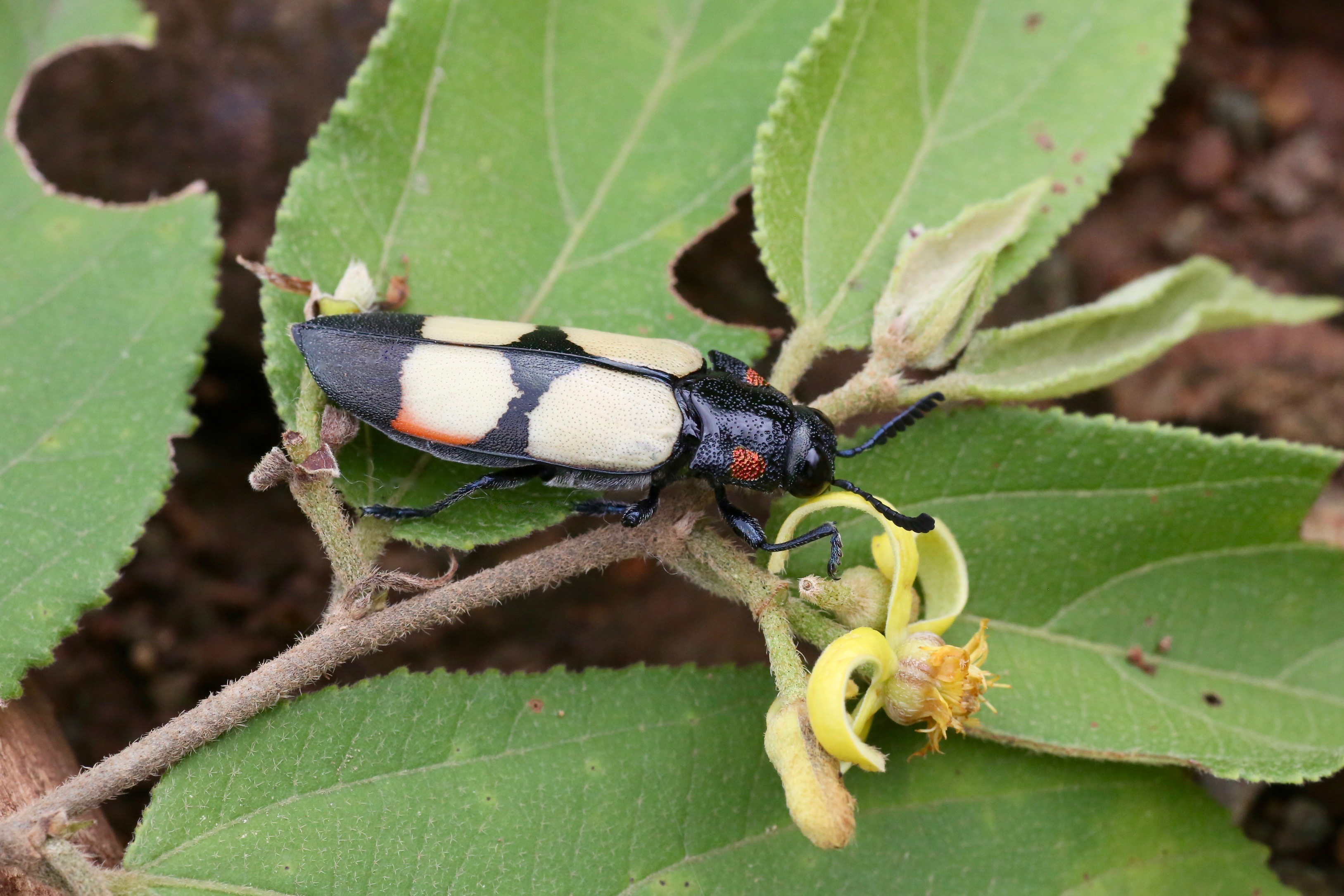
Krasec Agelia petelii na Grewia lutea
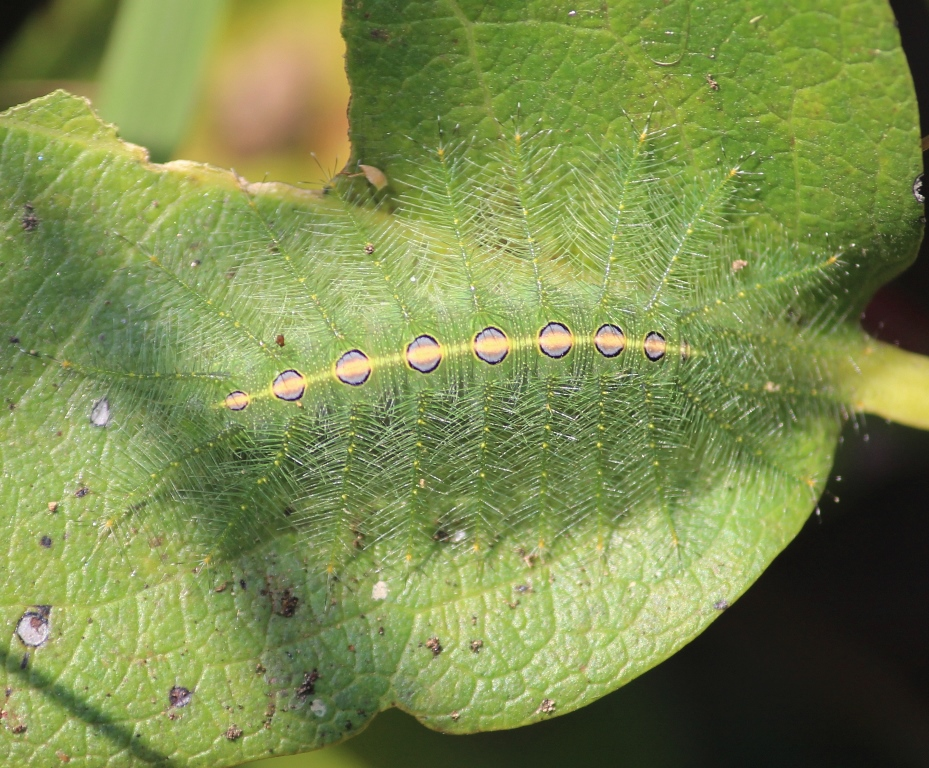
Dokonale maskovaná housenka babočky Symphaedra nais
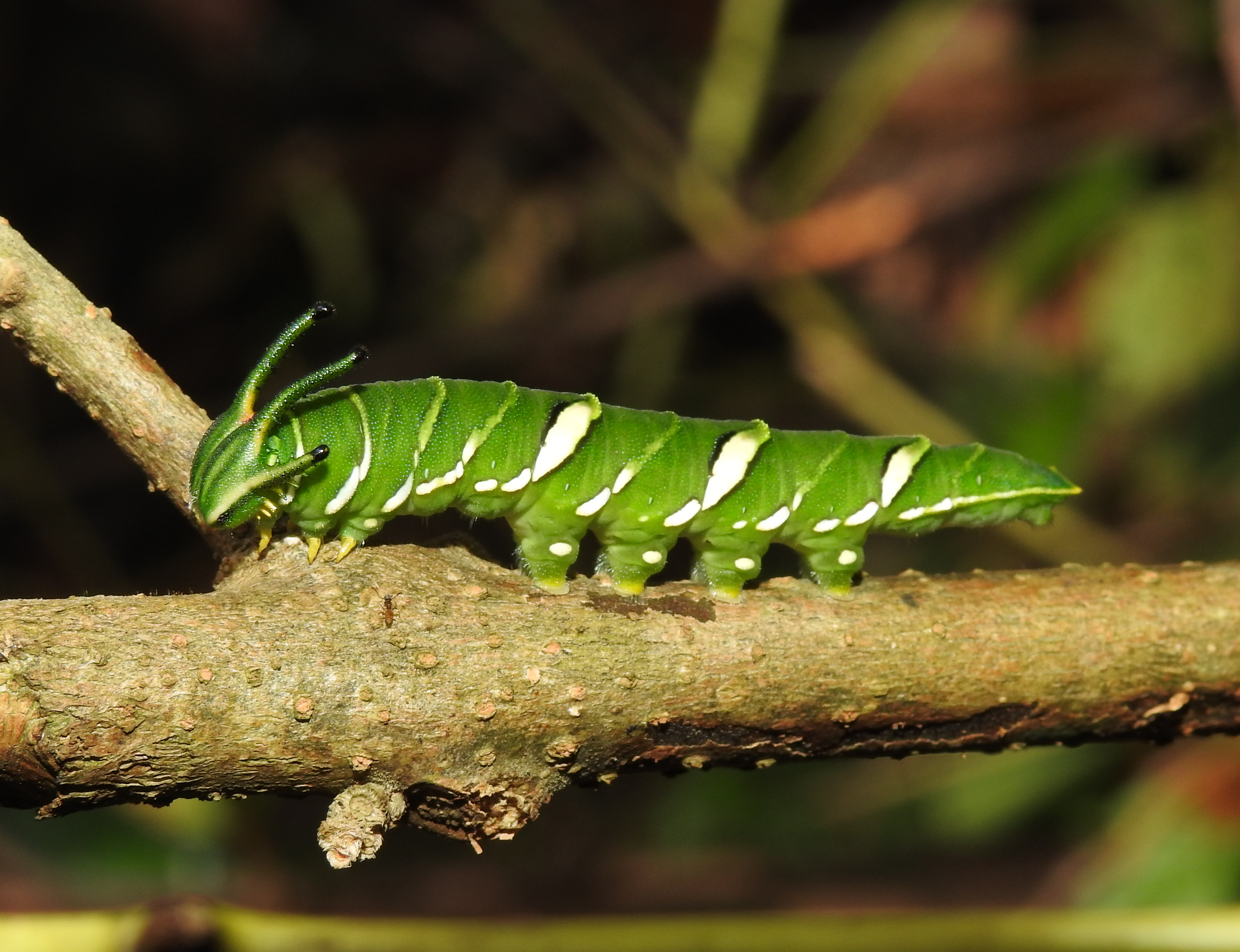
Housenka babočky Polyura athamas
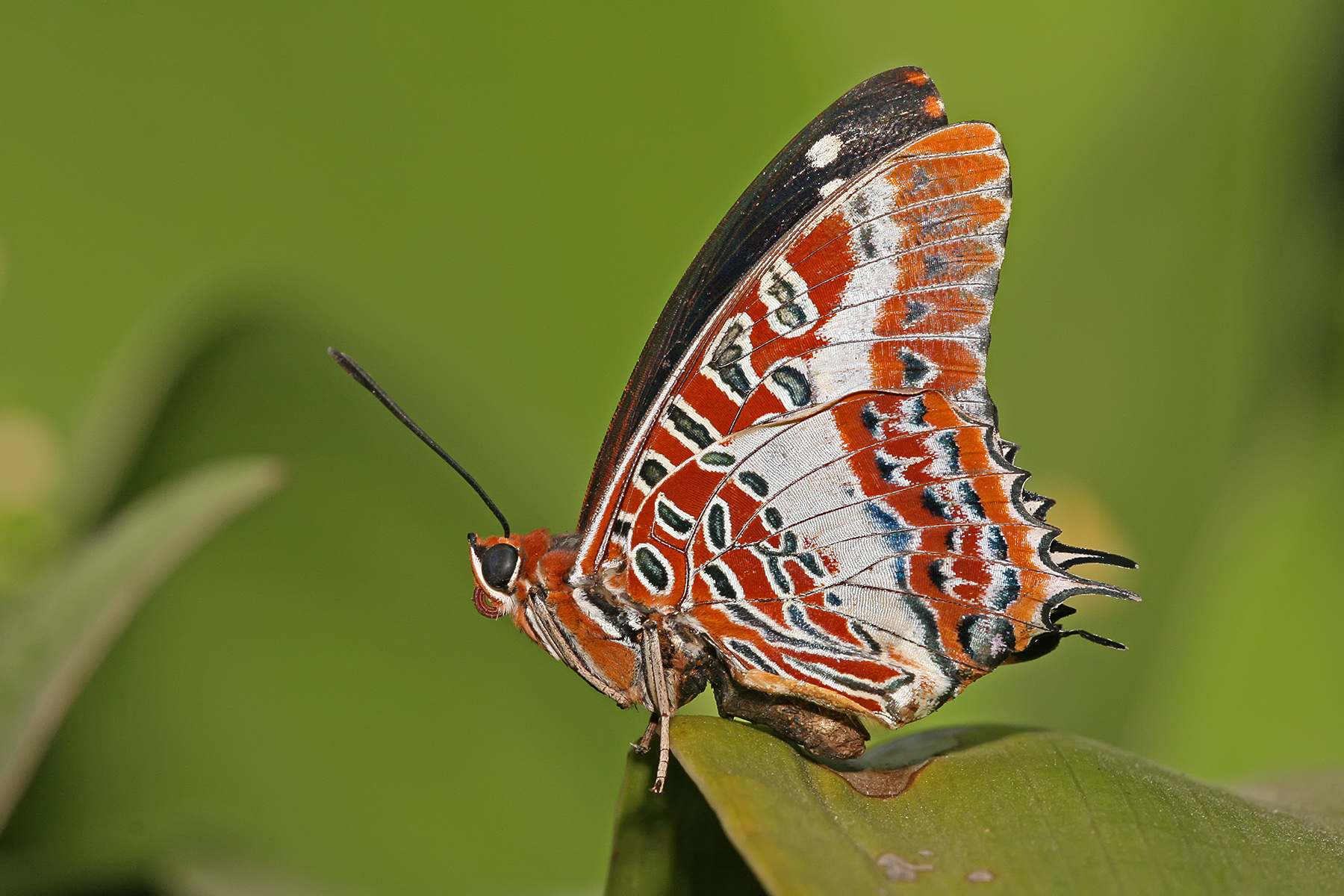
Babočka Charaxes brutus

## Taxonomie a prehistorie
Rod Grewia je v rámci čeledi Malvaceae řazen do podčeledi Grewioideae a tribu Grewieae. V minulosti byl rod řazen do čeledi Tiliaceae, kde představoval největší rod, případně spolu s dalšími 30 rody vyčleňován do samostatné čeledi Grewiaceae.
S rodem Grewia byl někdy slučován rod Microcos (78 druhů v tropech Starého světa). Odlišuje se nelaločnatou bliznou, vrcholovými latovitými květenstvími a nelaločnatými plody.
Fosílie přiřazované k rodu Grewia jsou známy již z třetihor. Prokřemenělé dřevo z období miocénu bylo nalezeno v jižním Německu, Japonsku a Myanmaru, nálezy pliocenního stáří pocházejí z Vietnamu. Morfotyp se nazývá Grewioxylon. Mnoho nálezů listů Grewia je známo z indických třetihorních vrstev. Naproti tomu četné fosilní listy, pocházející z třetihorní Evropy i Severní Ameriky a dříve připisované rodu Grewia, jsou dnes přiřazovány druhu Trochodendroides crenulata z čeledi Cercidiphyllaceae (zmarličníkovité).

## Zástupci
- blahokamýk břízolistý (Grewia rupestris, syn. G. betulifolia)
- blahokamýk dvoulaločný (Grewia biloba)
- blahokamýk habrolistý (Grewia carpinifolia)
- blahokamýk plstnatoplodý (Grewia lasiocarpa)
- blahokamýk západní (Grewia occidentalis)[1][16][17]

## Význam

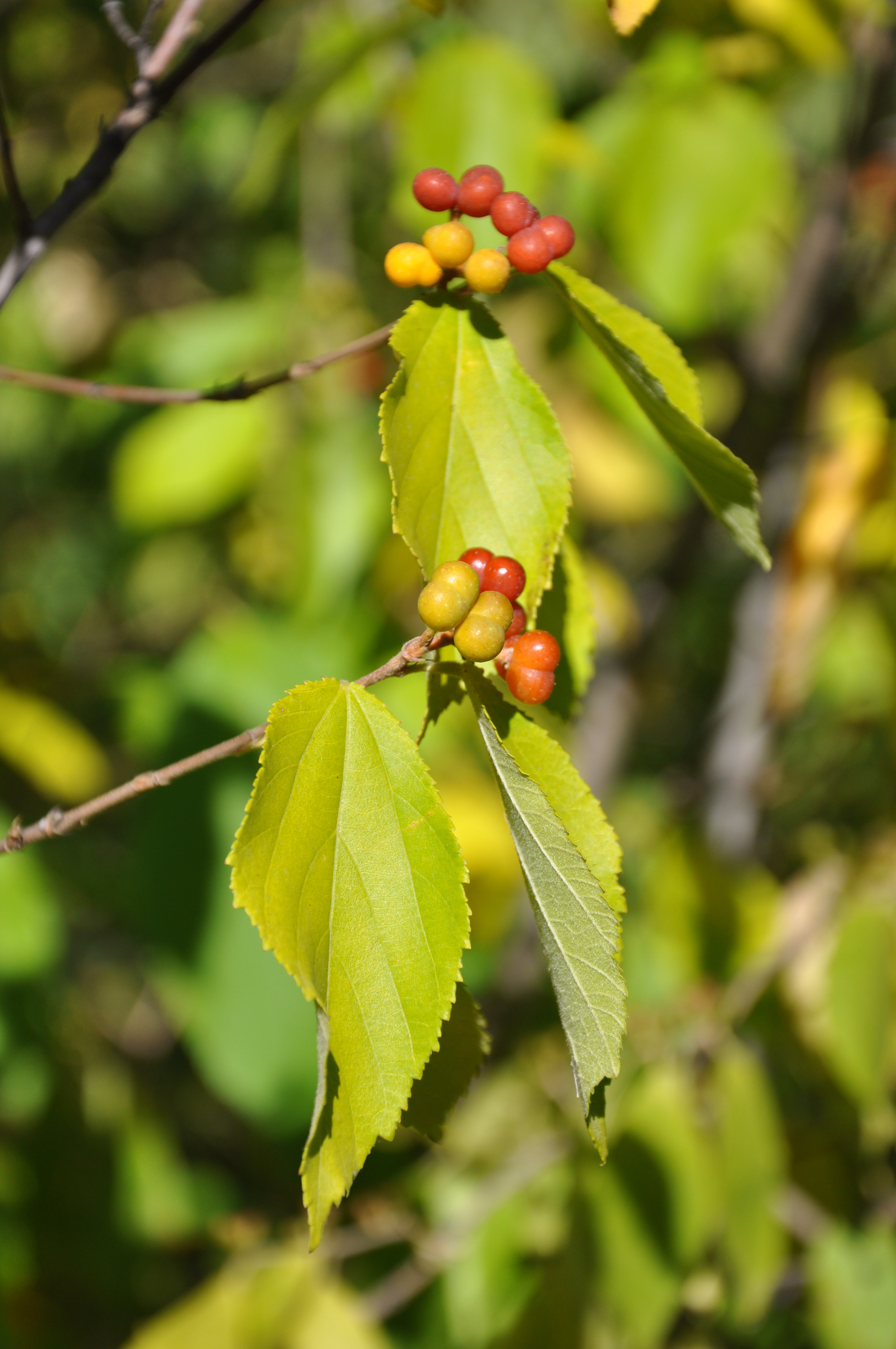
Plodná větévka blahokamýku dvoulaločného

Blahokamýky mají poměrně široké lokální využití.
Plody většiny druhů jsou jedlé. Jako ovocný strom je známa zejména Grewia asiatica, jedlé plody místního významu však poskytuje i celá řada dalších druhů. V suchých oblastech Afriky i Asie jsou složkou jídelníčku místních etnik, zejména pastevců.
Plody Grewia tenax se v saharské a subsaharské Africe jedí syrové nebo sušené, přidávají se do kaší, z dužniny se připravuje osvěžující nápoj a kvasí se na alkoholický nápoj. Konzumují se buď celé nebo pouze dužnina bez semen. Požití příliš velkého množství semen vede k zácpě.
Jedlé plody poskytují i africké druhy Grewia lasiodiscus, G. bicolor, G. flava, G. flavescens a řada dalších. Listy také slouží jako krmivo pro domácí zvířata.
Stromovité druhy jsou těženy pro dřevo. V Africe je vyhledávaným zdrojem dřeva zejména Grewia mollis a G. bicolor. Používá se ke stavbě domů, na rámy postelí a drobnější předměty, jako jsou hole, násady a držadla. Domorodci z něj vyrábějí i luky, šípy a štíty.
Kůra blahokamýků obsahuje kvalitní technické vlákno, sloužící zejména k výrobě provazů. V tropické Asii je takto využíván například druh Grewia abutilifolia, v Africe G. lasiodiscus, G. trichocarpa, G. villosa a jiné.
Řada druhů má v Africe i tropické Asii své místo v domorodé medicíně k léčení řady různých neduhů. V Africe jsou takto využívány například druhy Grewia mollis, G. bicolor a G. lasiodiscus, v Asii Grewia asiatica.

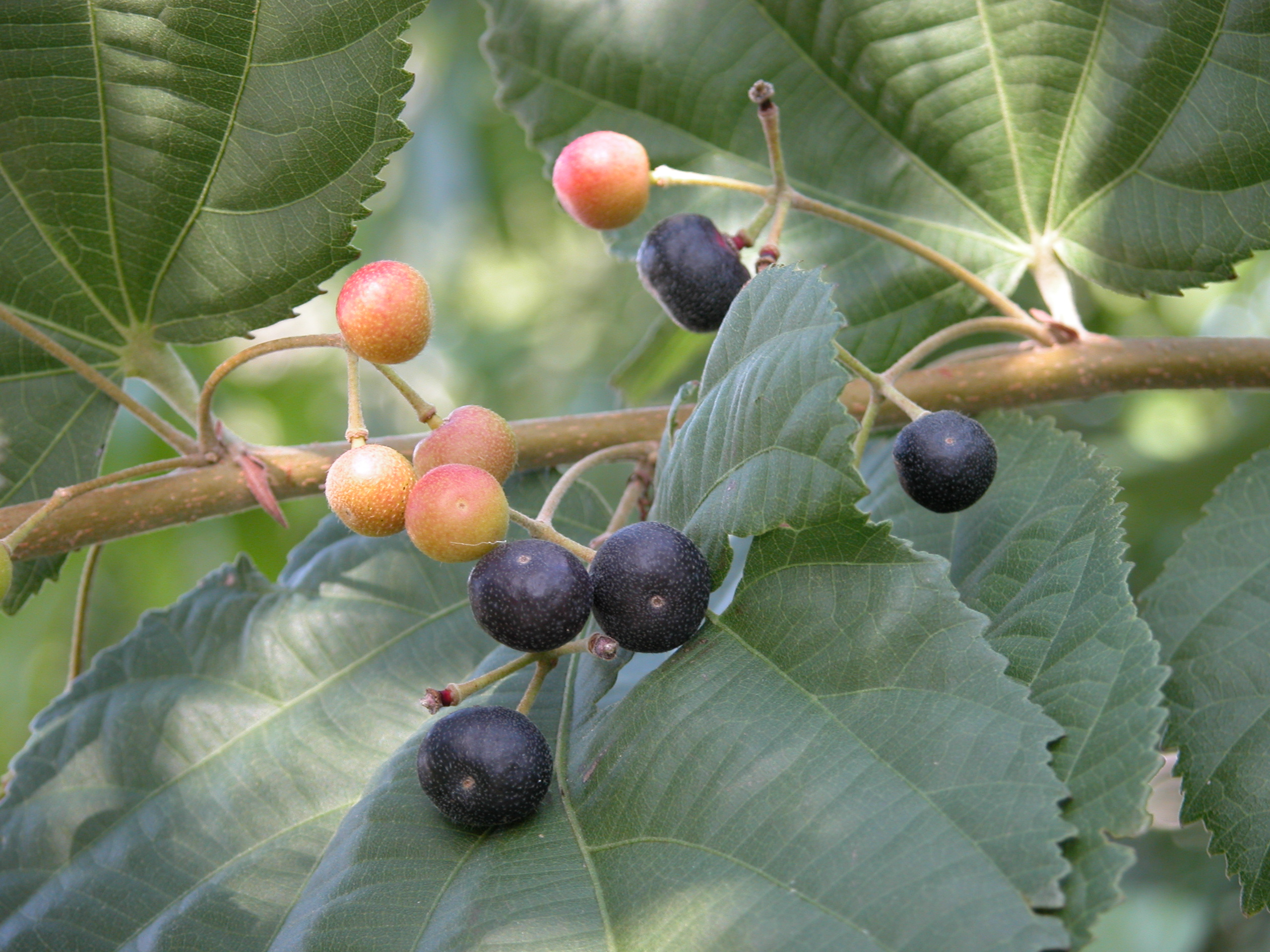
Plody Grewia asiatica
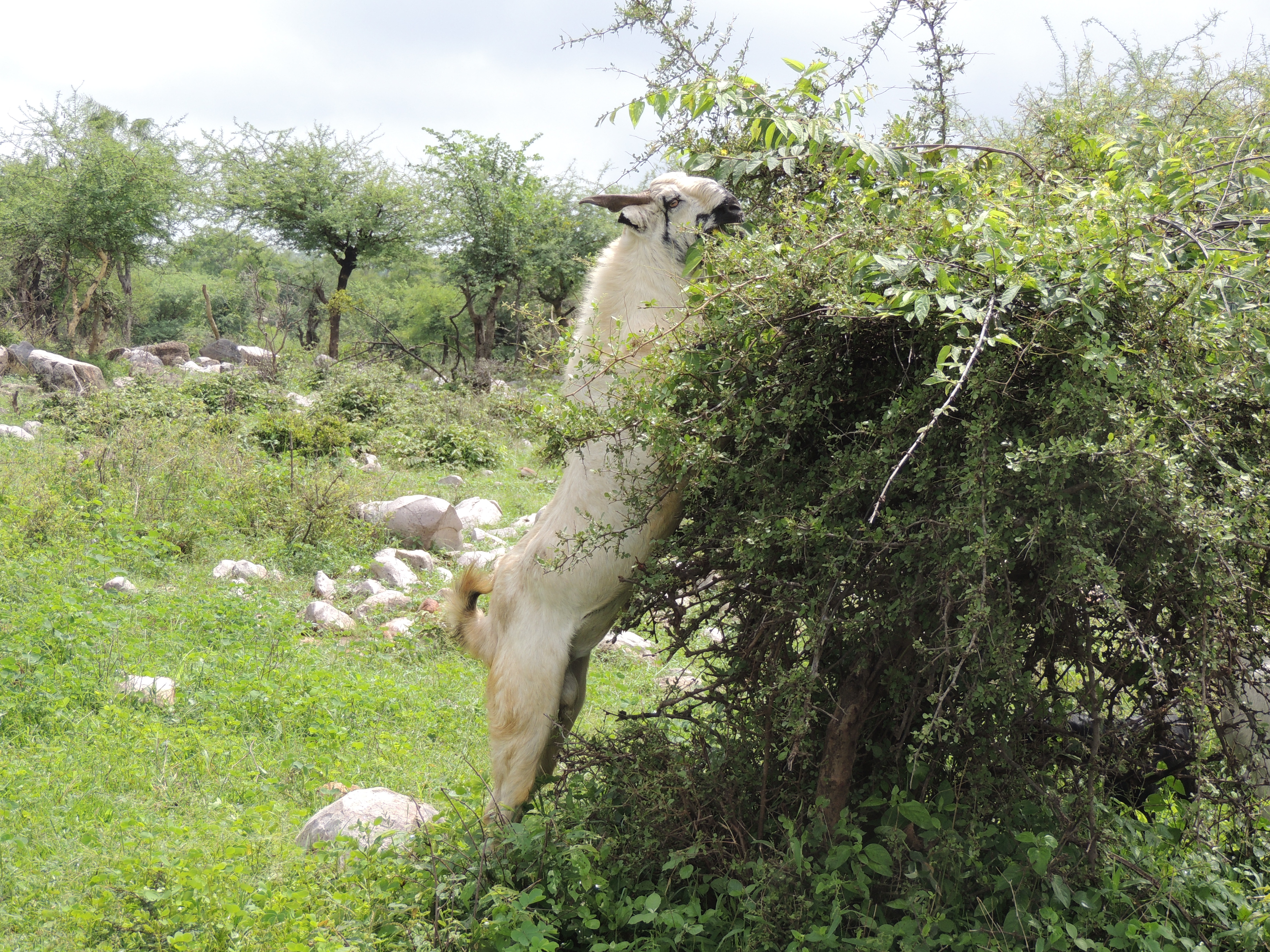
Koza, ožírající blahokamýk Grewia flavescens